# Messein
Pour l’article ayant un titre homophone, voir Messin.
Messein est une commune française située dans le département de Meurthe-et-Moselle, en région Grand Est. Ses habitants sont appelés les Messinois.
La commune est membre de l'Association des communes de France aux noms burlesques et chantants.

## Géographie
La ville est installée dans la boucle de la Moselle qui lui apporte de nombreux étangs. Elle est desservie par le canal de jonction de Nancy, traversée par le canal de l'Est. Elle est traversée par la D 115 vers Toul et par la D 331 vers l'autoroute A330 pour Nancy et Épinal.
|                | Chavigny  | Ludres       |
| Neuves-Maisons | Messein   |              |
|                | Méréville | Richardménil |

### Hydrographie
La commune est dans le bassin versant du Rhin au sein du bassin Rhin-Meuse. Elle est drainée par la conduite forcée d'alimentation du canal de jonction, la Moselle, la rigole d'Alimentation du Bassin de Virement, le canal de jonction (embranchement de Nancy) et le canal de l'Est (Branche Sud),.
La Moselle, d'une longueur totale de 560 kilomètres dont 314 kilomètres en France, prend sa source dans le massif des Vosges au col de Bussang et se jette dans le Rhin à Coblence en Allemagne. Les caractéristiques hydrologiques de la Moselle sont données par la station hydrologique située sur la commune de Pont-Saint-Vincent. Le débit moyen mensuel est de 53,6 m3/s. Le débit moyen journalier maximum est de 1 060 m3/s, atteint lors de la crue du 4 octobre 2006. Le débit instantané maximal est quant à lui de 1 250 m3/s, atteint le même jour.

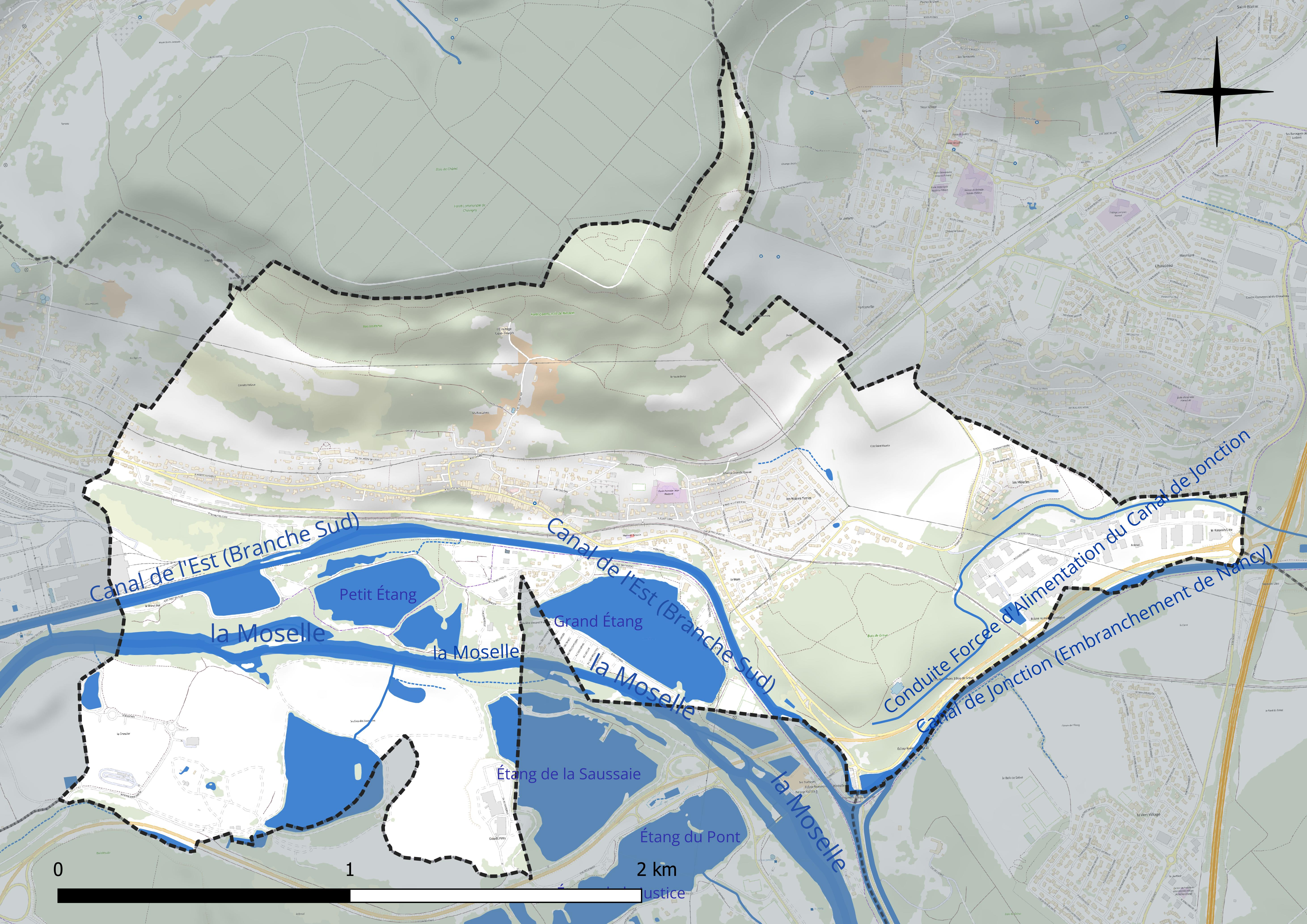
Réseau hydrographique de Messein.

Trois plans d'eau complètent le réseau hydrographique : le Grand étang, d'une superficie totale de 14,2 ha (14,1 ha sur la commune), le Petit étang (6,7 ha) et l'étang de la Saussaie, d'une superficie totale de 17,3 ha (1,7 ha sur la commune),.

### Climat
Pour des articles plus généraux, voir Climat du Grand Est et Climat de Meurthe-et-Moselle.
En 2010, le climat de la commune est de type climat des marges montargnardes, selon une étude du Centre national de la recherche scientifique s'appuyant sur une série de données couvrant la période 1971-2000. En 2020, Météo-France publie une typologie des climats de la France métropolitaine dans laquelle la commune est exposée à un climat semi-continental et est dans la région climatique  Lorraine, plateau de Langres, Morvan, caractérisée par un hiver rude (1,5 °C), des vents modérés et des brouillards fréquents en automne et hiver. 
Pour la période 1971-2000, la température annuelle moyenne est de 9,8 °C, avec une amplitude thermique annuelle de 17,1 °C. Le cumul annuel moyen de précipitations est de 850 mm, avec 12,6 jours de précipitations en janvier et 10,3 jours en juillet. Pour la période 1991-2020, la température moyenne annuelle observée sur la station météorologique de Météo-France la plus proche, « Nancy-Essey », sur la commune de Tomblaine à 10 km à vol d'oiseau, est de 11,0 °C et le cumul annuel moyen de précipitations est de 746,3 mm. 
La température maximale relevée sur cette station est de 40,1 °C, atteinte le 24 juillet 2019 ; la température minimale est de −24,8 °C, atteinte le 21 février 1956,,. 
Les paramètres climatiques de la commune ont été estimés pour le milieu du siècle (2041-2070) selon différents scénarios d'émission de gaz à effet de serre à partir des nouvelles projections climatiques de référence DRIAS-2020. Ils sont consultables sur un site dédié publié par Météo-France en novembre 2022.

## Urbanisme

### Typologie
Au 1er janvier 2024, Messein est catégorisée ceinture urbaine, selon la nouvelle grille communale de densité à sept niveaux définie par l'Insee en 2022.
Elle appartient à l'unité urbaine de Neuves-Maisons, une agglomération intra-départementale regroupant sept  communes, dont elle est une commune de la banlieue,,. Par ailleurs la commune fait partie de l'aire d'attraction de Nancy, dont elle est une commune de la couronne,. Cette aire, qui regroupe 353 communes, est catégorisée dans les aires de 200 000 à moins de 700 000 habitants,.

### Occupation des sols
L'occupation des sols de la commune, telle qu'elle ressort de la base de données européenne d’occupation biophysique des sols Corine Land Cover (CLC), est marquée par l'importance des territoires artificialisés (39,6 % en 2018), en augmentation par rapport à 1990 (32,7 %). La répartition détaillée en 2018 est la suivante : zones industrielles ou commerciales et réseaux de communication (24 %), forêts (20 %), eaux continentales (18,9 %), zones urbanisées (15,6 %), prairies (11,1 %), cultures permanentes (10,1 %), zones agricoles hétérogènes (0,4 %). L'évolution de l'occupation des sols de la commune et de ses infrastructures peut être observée sur les différentes représentations cartographiques du territoire : la carte de Cassini (XVIIIe siècle), la carte d'état-major (1820-1866) et les cartes ou photos aériennes de l'IGN pour la période actuelle (1950 à aujourd'hui).

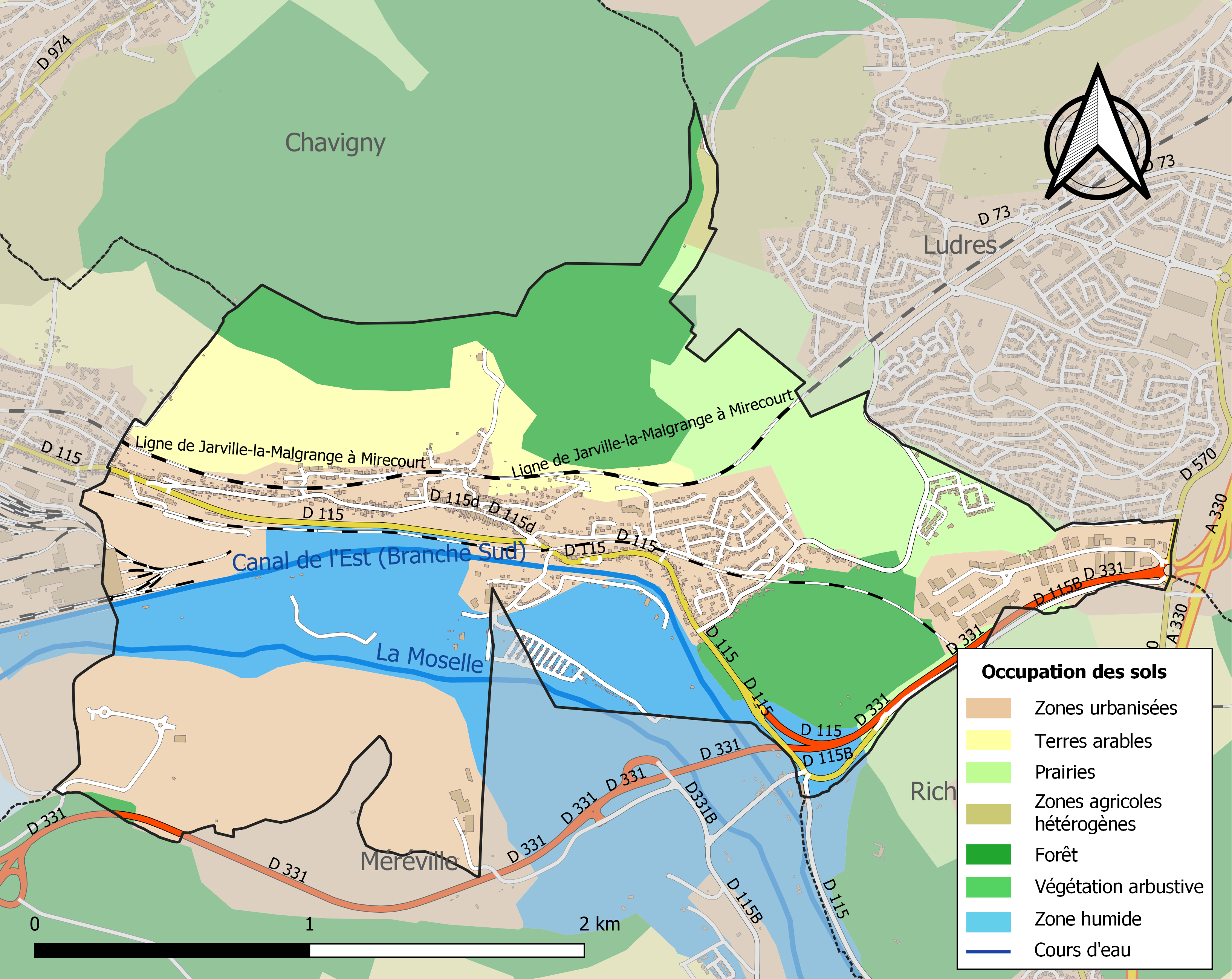
Carte des infrastructures et de l'occupation des sols de la commune en 2018 (CLC).

## Toponymie
Terra de Mizon (1094) ; Metiens (1126) ; Micins (1168-1193) ; Meciens (1264) ; Missiens (1291) ; Messin (1420) ; Messien (1522) ; Messein (1793)[réf. nécessaire].

## Histoire
Messein serait construit sur d'importants vestiges gallo-romains. Durant le Moyen Âge, le fief de Messein relevait de la châtellenie et du bailliage de Nancy.

## Politique et administration
| Période                                  | Période                   | Identité                                        | Étiquette | Qualité      |
| ---------------------------------------- | ------------------------- | ----------------------------------------------- | --------- | ------------ |
| Les données manquantes sont à compléter. |                           |                                                 |           |              |
| 2001                                     | mars 2008                 | Claude Grivel                                   |           |              |
| mars 2008                                | En cours (au 28 mai 2020) | Daniel Lagrange, Réélu pour le mandat 2020-2026 |           | Ancien cadre |

## Population et société

### Démographie
L'évolution du nombre d'habitants est connue à travers les recensements de la population effectués dans la commune depuis 1793. Pour les communes de moins de 10 000 habitants, une enquête de recensement portant sur toute la population est réalisée tous les cinq ans, les populations de référence des années intermédiaires étant quant à elles estimées par interpolation ou extrapolation. Pour la commune, le premier recensement exhaustif entrant dans le cadre du nouveau dispositif a été réalisé en 2006.

En 2022, la commune comptait 1 994 habitants, en évolution de +6,46 % par rapport à 2016 (Meurthe-et-Moselle : −0,13 %, France hors Mayotte : +2,11 %).
| 1793 | 1800 | 1806 | 1821 | 1831 | 1836 | 1841 | 1846 | 1851 |
| ---- | ---- | ---- | ---- | ---- | ---- | ---- | ---- | ---- |
| 256  | 272  | 282  | 273  | 279  | 283  | 262  | 231  | 234  |

| 1856 | 1861 | 1872 | 1876 | 1881 | 1886 | 1891 | 1896 | 1901 |
| ---- | ---- | ---- | ---- | ---- | ---- | ---- | ---- | ---- |
| 225  | 238  | 213  | 270  | 322  | 333  | 366  | 388  | 413  |

| 1906 | 1911 | 1921 | 1926 | 1931 | 1936 | 1946 | 1954 | 1962  |
| ---- | ---- | ---- | ---- | ---- | ---- | ---- | ---- | ----- |
| 479  | 625  | 621  | 722  | 965  | 748  | 763  | 993  | 1 158 |

| 1968  | 1975  | 1982  | 1990  | 1999  | 2006  | 2011  | 2016  | 2021  |
| ----- | ----- | ----- | ----- | ----- | ----- | ----- | ----- | ----- |
| 1 212 | 1 204 | 1 445 | 1 508 | 1 499 | 1 468 | 1 879 | 1 873 | 1 988 |

| 2022  | - | - | - | - | - | - | - | - |
| ----- | - | - | - | - | - | - | - | - |
| 1 994 | - | - | - | - | - | - | - | - |

## Culture locale et patrimoine

### Lieux et monuments

#### Édifices civils

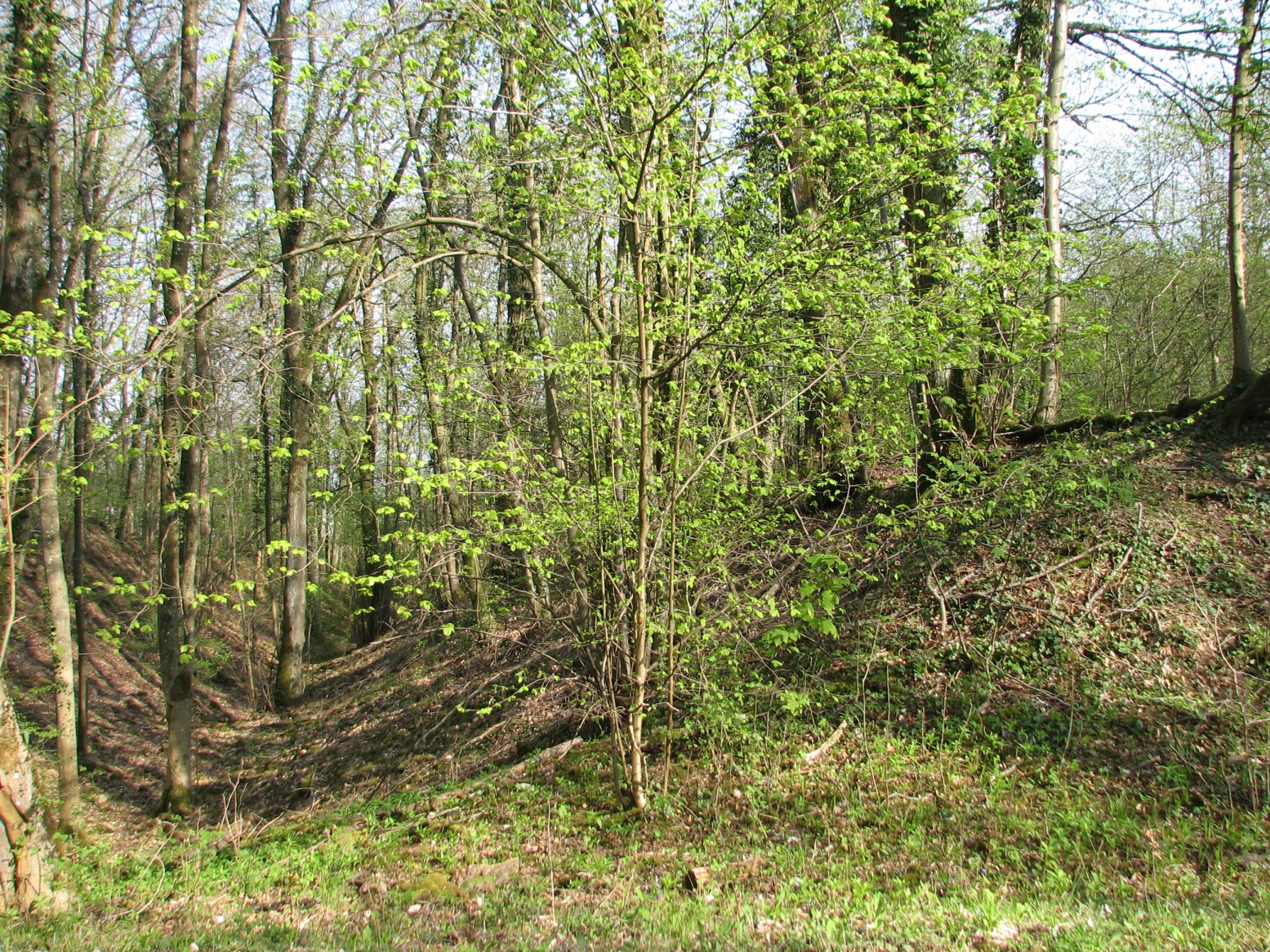
Vestiges du camp d'Affrique.

- Site archéologique du camp d'Affrique, environ 500 av. J.-C. : remparts doubles en terre, soubassements en chaux ; outils et ossements. Le site archéologique est inscrit en totalité au titre des monuments historiques par arrêté du 7 septembre 1998[25].
- Camp leuque (400 av. J.-C.).
- Bois de Grève (tumulus mérovingien).
- Villa gallo-romaine.
- Château fort construit illicitement par Henri Ier de Vaudémont, et démoli après une rencontre de conciliation le 4 janvier 1264 par le duc Ferry III de Lorraine la même année[26].
- Étangs communaux.
- Zone naturelle d'intérêt écologie et floristique.
- Canal de l'Est : écluse, port, et le schéma de son tracé.
- Canal de jonction de Nancy : écluses.

#### Édifices religieux
- Église XIXe, intérieur restauré bénévolement en 2024 par des habitants du village[27].
- À l'écart, ancien ermitage Saint-Joseph XVIIIe, restauré par M. Lamboley Georges dans les années 1990.

Il avait été construit grâce au financement de Valentin Jaimerey Duval, bibliothécaire à la cour de Vienne en 1720. Acheté à la Révolution par une Néodomienne, il passa entre plusieurs mains dont la commune de Messein en 1948.

### Héraldique
| Blason de Messein | Blason  | Blasonnement : tranché : au premier d'or à la clef et à l'épée cousues d'argent passées en sautoir, au second de sinople au casque d'argent et à la roue de moulin du même posés en bande ; à la plaine ondée d'azur brochant sur la roue de moulin et la partition, soutenant une voile triangulaire d'argent brochant sur le tout. |
| Blason de Messein | Détails | Ces armes ont été adoptées par la commune en 1985 |